# Vincent Janssen
Vincent Janssen, celým jménem Vincent Petrus Anna Sebastiaan Janssen (* 15. června 1994, Heesch, Nizozemsko), je nizozemský fotbalový útočník a reprezentant, v současnosti hráč mexického klubu CF Monterrey.
V sezóně 2015/16 se stal s 27 vstřelenými góly nejlepším kanonýrem Eredivisie. V roce 2016 získal Cenu Johana Cruijffa (Johan Cruijff Prijs), která se v Nizozemsku každoročně uděluje nejlepším mladým hráčům do 21 let.

## Klubová kariéra
- SV TOP (mládež)
- FC Oss (mládež)
- NEC Nijmegen (mládež)
- Feyenoord (mládež)
- Almere City FC 2013–2015
- AZ Alkmaar 2015–2016
- Tottenham Hotspur FC 2016–[2]
- →  Fenerbahçe SK (hostování) 2016–2018)

## Reprezentační kariéra
Vincent Janssen byl členem nizozemských mládežnických výběrů od kategorie U15.
V A-mužstvu Nizozemska debutoval 25. března 2016 v přátelském zápase v Amsterdamu proti Francii (prohra 2:3).